# Мирано
Мирано (итал. Mirano) је насеље у Италији у округу Венеција, региону Венето.
Према процени из 2011. у насељу је живело 15139 становника. Насеље се налази на надморској висини од 8 м.

## Становништво
Према резултатима пописа становништва 2011. у општини је живело 26.456 становника.
| 1951.  | 1961.  | 1971.  | 1981.  | 1991.  | 2001.  | 2011.  |
| ------ | ------ | ------ | ------ | ------ | ------ | ------ |
| 17.872 | 18.841 | 22.275 | 23.994 | 25.792 | 26.206 | 26.456 |